# Huto-Mareatîn, Narodîci
Huto-Mareatîn (în ucraineană Гуто-Мар`ятин) este localitatea de reședință a comunei Huto-Mareatîn din raionul Narodîci, regiunea Jîtomîr, Ucraina.

## Demografie
Componența lingvistică a localității Huto-Mareatîn
     Ucraineană (99,32%)
Conform recensământului din 2001, majoritatea populației localității Huto-Mareatîn era vorbitoare de ucraineană (99,32%), existând în minoritate și vorbitori de alte limbi.